# Malthodes mysticus
Malthodes mysticus är en skalbaggsart som beskrevs av Ernst Hellmuth von Kiesenwetter 1852. Malthodes mysticus ingår i släktet Malthodes, och familjen flugbaggar. Arten är reproducerande i Sverige.